# Viktor Schauberger
Viktor Schauberger (30. lipnja 1885. – 25. rujna 1958.) bio je austrijski šumarski nadzornik, naturalist, filozof, izumitelj i pseudoznanstvenik. Bavio se pitanjima iz hidrodinamike i energetike. Njegove ideje nemaju temelj u znanstvenim činjenicama, a povezuje ga se i s teorijama zavjere.
Rođen je u Holzschlagu u Gornjoj Austriji od roditelja Leopolda i Josefe, rođene Klimitsch. Od 1891. do 1897. pohađao je pučku školu u Aigenu, zatim do 1900. državnu gimnaziju u Linzu. Do 1904. pohađao je šumarsku školu u Aggsbachu u Kartause Aggsbach gdje je položio ispit za šumara. Od 1904. do 1906. bio je šumarski činovnik u Groß-Schweinbarthu u Donjoj Austriji.